# Pan dans la lune
Pour plus de détails, voir Fiche technique et Distribution.
Pan dans la lune (El moderno Barba Azul) est un film mexicain réalisé par Jaime Salvador, sorti en 1946.

## Synopsis
Fait prisonnier au Mexique, Buster est Pplacé sous la garde d'un scientifique, qui l'envoie comme cobaye pour un voyage dans l'espace....

## Fiche technique
- Titre original : El moderno Barba Azul
- Titre français : Pan dans la lune
- Réalisation : Jaime Salvador
- Scénario : Jaime Salvador et Victor Trivas
- Photographie : Agustín Jiménez
- Producteur : Alexander Salkind
- Pays d'origine : Mexique
- Format : Noir et blanc - 1,37:1 - Mono
- Genre : comédie, science-fiction
- Durée : 1 heure 30 minutes
- Date de sortie : 1946

## Distribution
- Buster Keaton
- Pedro Elviro
- José Torvay